# Les Reed
Leslie David Reed (* 24. Juli 1935 in Woking, Surrey, England; † 15. April 2019) war ein britischer Songschreiber, Musiker, Arrangeur und Orchesterleiter. Er war Träger des OBE (Order of the British Empire).

## Karriere
Reed wurde schon als Kind von seinem Vater, der eine Truppe von Stepptänzern, Ballett-Tänzern, Musikern und Sängern leitete, mit seinem Akkordeon auf die Bühne von Clubs und Dance-Halls geschickt. Vom Vater erhielt er auch Unterricht in Musiktheorie. Mit fünf Jahren wurde ihm sein erstes Klavier geschenkt und mit 14 Jahren schaffte er alle Prüfungen am London College of Music in den Fächern Piano, Akkordeon und Vibraphon.
Mit Peter Willis, einem Jazz-Akkordeonspieler, gründete er die Willis Reed Group, mit der er vier Jahre lang Tourneen unternahm. In seiner Militärzeit spielte er Piano und Klarinette in der Royal Kent Military Band. Später verdingte er sich als Bar-Pianist im Lido Nachtclub und als Jazz-Pianist verschiedener Bands in London.
1959 wurde er Pianist der John Barry Seven, der Band des Filmmusik-Komponisten John Barry. Er trat mit ihr in der Fernsehserie Drumbeat (BBC) auf, in denen Barrys Hits, darunter auch das James Bond Theme, gespielt wurden. Bei der Original Filmmusik zu James Bond – 007 jagt Dr. No spielte Reed Piano.
1962 verließ er die Band, um eine Karriere als Arrangeur und musikalischer Direktor zu beginnen. Mit seiner Les Reed Combo spielte er mehrere Singles ein und wurde ein gefragter Arrangeur bei verschiedenen Schallplattenfirmen sowie bei Fernsehserien wie On The Scene und Ready Steady Go!
Während einer Aufnahme-Session für die neue Single des Sängers Adam Faith komponierte Reed, zusammen mit Johnny Worth (alias Les Vandyke), die B-Seite While I’m Away. Damit begann Reeds Karriere als Songschreiber. Der erste große Erfolg kam 1964 mit It’s Not Unusual, einem Nummer-1-Hit für Tom Jones, der nächste 1965 mit Here It Comes Again, einem Hit für The Fortunes.
Reed arbeitete in den folgenden Jahren vor allem mit den Textern Barry Mason und Geoff Stephens zusammen und wurde mit Erfolgen wie Delilah (Tom Jones), Tell Me When (The Applejacks), Leave A Little Love (Lulu), There’s A Kind Of Hush (Herman’s Hermits) oder The Last Waltz (Engelbert) zu einem gefragten Songschreiber. Zu den Interpreten seiner Songs gehörten auch Bing Crosby und Elvis Presley.
Daneben war er Arrangeur von Nummer-1-Hits wie You’ve Got Your Troubles (The Fortunes), Green Green Grass Of Home (Tom Jones), Pamela Pamela (Wayne Fontana) und Boys Cry (Eden Kane).
1970 nahm das Les Reed Orchestra das Instrumental Man of Action auf, das bis 1974 die Erkennungsmelodie des Rundfunksenders Radio North Sea International war.
1971 gründete der befreundete Songschreiber Mitch Murray die Gesellschaft SODS (Society of Distinguished Songwriters), zu denen heute, neben Les Reed, auch Justin Hayward, Mike Batt, Sir Tim Rice und Guy Chambers gehören.
1972 wurde Reeds und Masons Song Leeds! Leeds! Leeds! (Marching On Together) zur Hymne des Fußballclubs Leeds United.
Als Orchesterleiter und Dirigent arbeitete er u. a. mit David Bowie, Johnnie Mathis, Roy Orbison, Brook Benton, Sammy Davis Jr., dem Liverpool Philharmonic, dem London Philharmonic und dem Philharmonischen Orchester Berlin.
Neben über 110 Gold- und Platin-Schallplatten wurden ihm der Preis The Freedom of the City of London und, für seine Verdienste um die britische Musik, der Order of British Empire verliehen.
Reed war bis zu seinem Tod als Songschreiber, Arrangeur und Orchesterleiter tätig und hatte zahlreiche Beiträge für Film und Fernsehen geschrieben, darunter The Lady Vanishes (Kinofilm 1998 mit Angela Lansbury) und B-Mail (Zeichentrick-Kurzfilme 2006). Von 1992 bis 2004 arbeitete er zusammen mit Roger Cook (Roger Cook und Roger Greenaway) an dem Musical Beautiful And Damned.

## Songs
- 1962 – While I’m Away (Les Reed – Johnny Worth), Interpret: Adam Faith
- 1964 – Baby I Don’t Care (Les Reed – Barry Mason), Interpretin: Kiki Dee
- 1964 – It’s Not Unusual (Les Reed – Gordon Mills), Interpreten: Tom Jones, The Supremes, Cher
- 1964 – Tell Me When (Les Reed – Geoff Stephens), Interpreten: The Applejacks, Airborne
- 1965 – Leave a Little Love (Les Reed – Robin Conrad), Interpretin: Lulu
- 1965 – I’ll Try Not to Cry (Les Reed – Barry Mason), Interpretin: Kathy Kirby
- 1965 – Here It Comes Again (Les Reed – Barry Mason), Interpreten: The Fortunes
- 1966 – Gone From My Mind (Les Reed – Geoff Stephens), Interpret: Claude François
- 1966 – Silent Street (Les Reed – Barry Mason), Interpreten: The Fortunes
- 1966 – Turn Her Away (Les Reed – Barry Mason), Interpret: P. J. Proby
- 1966 – I’ve Got to Go (Les Reed – Barry Mason), Interpreten: The Fortunes
- 1967 – Learn to Live without You (Les Reed – Geoff Stephens), Interpreten: The Bachelors
- 1967 – Gina (Les Reed – Mitch Murray), Interpret: Udo Jürgens
- 1967 – Turn Around (Les Reed – Barry Mason), Interpret: Tony Christie
- 1967 – The Last Waltz (Les Reed – Barry Mason), Interpret: Engelbert
- 1967 – There’s a Kind of Hush (Les Reed – Geoff Stephens), Interpreten: Herman’s Hermits
- 1967 – Everybody Knows (Les Reed – Barry Mason), Interpreten: The Dave Clark Five
- 1968 – Delilah (Les Reed – Barry Mason), Interpreten: Tom Jones, The Sensational Alex Harvey Band
- 1968 – Kiss Me Goodbye (Les Reed – Barry Mason – Misselvia), Interpretin: Petula Clark
- 1968 – Les bicyclettes de Belsize (Les Reed – Barry Mason), Interpret: Engelbert
- 1968 – She’s My Girl (Les Reed – Barry Mason), Interpret: Tony Blackburn
- 1968 – Now That You’re Gone (Les Reed – Barry Mason), Interpret: Ken Dodd
- 1968 – Dis-moi au revoir (Les Reed – Barry Mason), Interpretin: Petula Clark
- 1968 – When Love Has Passed You By (Les Reed – Barry Mason), Interpret: P. J. Proby
- 1968 – Sweet Souvenirs of Stephan (Les Reed – Vandyke), Interpretin: Mireille Mathieu
- 1968 – When We Were Young (Les Reed – Barry Mason), Interpret: Solomon King
- 1968 – I Pretend (Les Reed – Barry Mason), Interpret: Des O’Connor
- 1968 – Don’t Ask Me (Filmmusik zu Girl On A Motorcycle) (Les Reed), Interpretin: Cleo Laine
- 1968 – I’ve Got My Eyes on You (Les Reed – Jackie Rae), Interpreten: Petula Clark, Ray Conniff, P. J. Proby, The Vogues
- 1969 – Love Is All (Les Reed – Barry Mason), Interpret: Engelbert
- 1969 – Winter World of Love (Les Reed – Barry Mason), Interpret: Engelbert
- 1969 – Angela (Les Reed), Interpret: Udo Jürgens
- 1970 – Daughter of Darkness (Les Reed – Geoff Stephens), Interpret: Tom Jones
- 1970 – This Is Our Dance (Les Reed – Geoff Stephens), Interpret: Elvis Presley
- 1970 – Man of Action (Les Reed), Interpreten: Les Reed Orchestra
- 1970 – Sylvia (Les Reed – Geoff Stephens), Interpret: Elvis Presley
- 1971 – Dear Madame (Les Reed), Interpretin: Sandie Shaw
- 1971 – The Sun Died (Les Reed), Interpret: Tom Jones
- 1971 – When There’s No You (Les Reed – Jackie Rae), Interpret: Engelbert
- 1972 – Leeds! Leeds! Leeds! (Marching On Together) (Les Reed – Barry Mason), Interpreten: Leeds United Fußballteam (A-Seite: Leeds United)
- 1972 – I Never Said Goodbye (Les Reed – Barry Mason), Interpret: Engelbert
- 1973 – Girl of Mine (Les Reed – Barry Mason), Interpret: Elvis Presley
- 1975 – Hello Happiness (Les Reed – Roger Greenaway), Interpreten: The Drifters
- 1975 – That’s What Life Is All About (Les Reed – Bing Crosby), Interpret: Bing Crosby
- 1978 – Stay a While (Les Reed – Geoff Stephens), Interpret: Danny Sinclair

## Diskografie
Les Reed Orchestra
- Minuet Mash / Night Fall (Single, 1963)
- Spanish Armada / Madrid (Single, 1964)
- Imogene / The Pay Off (Single, 1967)
- Imogene / Copacabana Girl (Single, 1967)
- New Dimensions – The Les Reed Sound (Album, 1967)
- Mr. Hit Sound (Album, 1967)
- Fly Me To The Sun (Album, 1967)
- The Last Waltz / Theme Of Candice (Single, 1967)
- The Girl On A Motorcycle (Les Bicyclettes) (Album, 1968)
- Man Of Action / Madrid (Single, 1970)
- Love Is All (Album, 1970)
- Man Of Action / Lest We Forget (Single, 1973)
- Also sprach Zarathustra / Second Movement Of Fifth Symphony (Single, 1973)
- The New World Of Les Reed (Album, 1973)
- The International World Of Les Reed (Album, 1975)
- The Pink Professor (Album, 1998)